# Timothée Chalamet
Timothée Hal Chalamet (New York, 27 dicembre 1995) è un attore statunitense con cittadinanza francese.

Firma di Timothée Chalamet

Annoverato tra i migliori attori della sua generazione, è stato notato dalla critica per la sua performance in Lady Bird (2017) di Greta Gerwig e ha ricevuto il plauso della critica con il ruolo di Elio Perlman nel film Chiamami col tuo nome (2017) di Luca Guadagnino, per il quale ha ricevuto la sua prima candidatura al Premio Oscar nella sezione miglior attore protagonista a soli 22 anni, il terzo attore più giovane della categoria e il più giovane dagli anni trenta del XX secolo. Nel 2019 ha collaborato con Woody Allen in Un giorno di pioggia a New York e nuovamente con Greta Gerwig in Piccole Donne. Si è consacrato presso il grande pubblico grazie al ruolo di Paul Atreides negli acclamati film Dune (2021) e Dune - Parte due (2024) diretti da Denis Villeneuve e a quello di Willy Wonka nel film musicale Wonka (2023). Nel 2024 è stato lodato per la sua magistrale interpretazione di Bob Dylan nel film biografico A Complete Unknown, per il quale si è aggiudicato lo Screen Actors Guild Award per il miglior attore cinematografico e ha ricevuto la sua seconda candidatura per l'Oscar al miglior attore.

## Biografia
Nato e cresciuto nel quartiere di Hell's Kitchen a Manhattan, è figlio di Nicole Flender e Marc Chalamet; il padre è francese di Le Chambon-sur-Lignon, dove Timothée ha passato diverse estati durante la giovinezza, mentre la madre è statunitense di New York, di una famiglia di origine ebraica. Ha una sorella maggiore di tre anni, Pauline, attrice anche lei. Suo zio è il regista Rodman Flender. Si è diplomato alla Fiorello H. LaGuardia High School of Music & Art and Performing Arts e si è subito iscritto alla Columbia University, dove si è poi laureato in antropologia culturale. Successivamente Timothée ha deciso di trasferirsi alla GalLiatin School of Individualized Study-NYU, sempre a New York, che ha infine abbandonato per poter concentrarsi sulla recitazione.

### Carriera
L'esordio come attore avvenne nel 2008, all'età di tredici anni, prendendo parte a due cortometraggi. Nel 2012 partecipa ad alcuni episodi della serie televisiva Royal Pains e ha il ruolo secondario di Finn Walden nella seconda stagione di Homeland - Caccia alla spia. Il suo primo ruolo cinematografico è in Men, Women & Children di Jason Reitman nel 2014. Lo stesso anno, interpreta il ruolo del giovane Tom, interpretato in età adulta da Casey Affleck, in Interstellar di Christopher Nolan. Nel 2015 recita nella commedia Natale all'improvviso.
Nel 2016 recita nel teatro Manhattan Theatre Club dell'Off-Broadway nel dramma del Premio Pulitzer John Patrick Shanley Prodigal Son e per la sua performance viene candidato al Drama League Award come miglior performance e vince il Lucille Lortel Award al miglior attore.

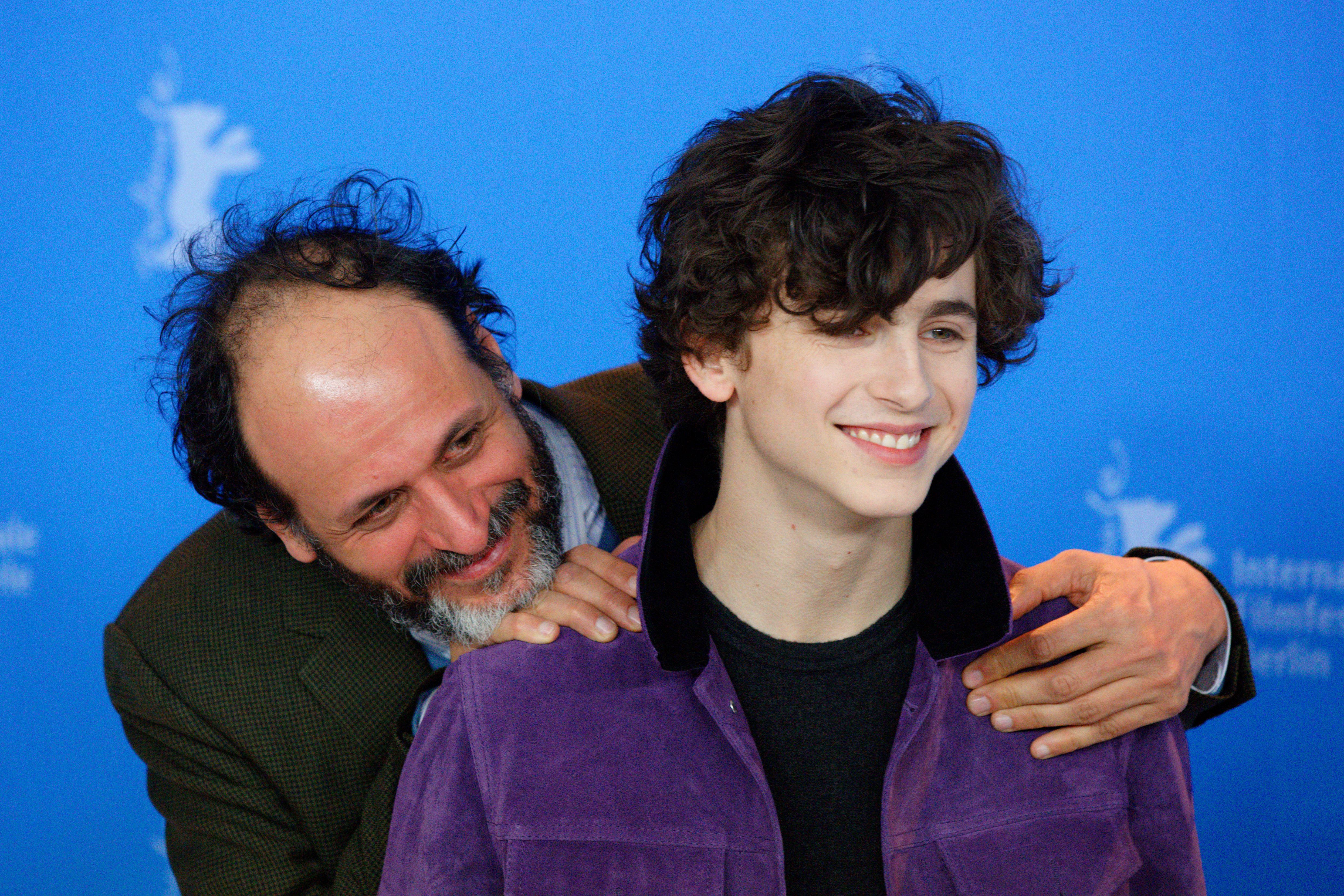
Timothée con Luca Guadagnino al Festival di Berlino del 2018, per l'anteprima di Chiamami col tuo nome

Nel 2017 torna al cinema con quattro pellicole: Hostiles - Ostili, diretto da Scott Cooper, a fianco di Christian Bale e Rosamund Pike, Lady Bird, diretto da Greta Gerwig, accanto a Saoirse Ronan, e Hot Summer Nights, presentato al South by Southwest Film Festival. È, inoltre, attore protagonista nell'adattamento cinematografico del romanzo Chiamami col tuo nome, per la regia di Luca Guadagnino. Per la sua interpretazione nel ruolo di Elio vince l'Hollywood Film Award al miglior attore emergente e riceve una candidatura come miglior attore in un film drammatico ai Golden Globe, come miglior attore cinematografico agli SAG Awards, come miglior attore protagonista e miglior stella emergente ai BAFTA e come miglior attore protagonista ai Premi Oscar 2018.

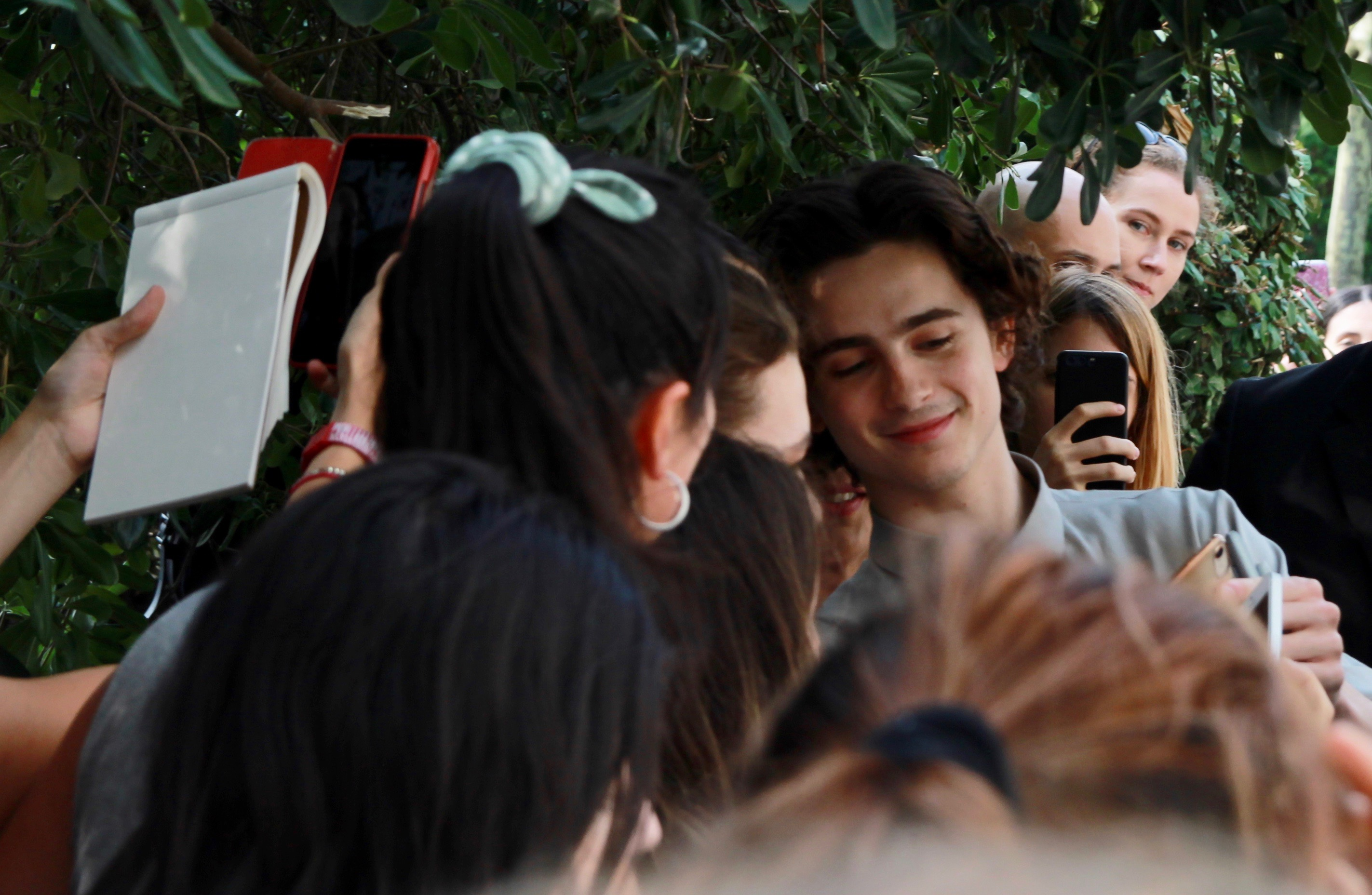
Timothée al Festival di Venezia 2019, per la première di Il re

Nel 2018 ottiene nuovi apprezzamenti per la sua interpretazione del ruolo del tossicodipendente Nic Sheff nel film Beautiful Boy diretto da Felix Van Groeningen, per cui viene candidato al Golden Globe 2019, ai Premi BAFTA 2019 e agli Screen Actors Guild Awards 2019 come miglior attore non protagonista. Nel 2019 viene nuovamente diretto da Greta Gerwig in Piccole Donne, oltre a recitare nel film di Woody Allen Un giorno di pioggia a New York e a interpretare Enrico V nel film di Netflix Il re, un libero riadattamento dei drammi storici di Shakespeare.
Nel 2020 prende parte a The French Dispatch of the Liberty, Kansas Evening Sun per la regia di Wes Anderson, presentato al Festival di Cannes 2021 ed entra nel cast del film di fantascienza Dune, adattamento cinematografico del romanzo omonimo scritto da Frank Herbert nel 1965, diretto da Denis Villeneuve, nel ruolo del protagonista Paul Atreides.
In occasione del Super Bowl 2021, Chalamet ha realizzato una pubblicità per Cadillac insieme a Winona Ryder: infatti quest'ultima ha ripreso il suo ruolo che aveva in Edward mani di forbice, interpretato da Johnny Depp, ma in veste di madre di Edgar Mani di Forbice, appunto interpretato dal giovane attore. Chalamet, sempre nel 2021, rientra tra i presentatori di uno degli eventi più mondani di New York, il Met Gala, previsto per settembre, dove viene affiancato dalla cantante Billie Eilish, dalla tennista Naomi Ōsaka e dalla poetessa e attivista Amanda Gorman.
Chalamet avrebbe dovuto fare il suo esordio sulle scene teatrali londinesi all'Old Vic, in un allestimento di 4000 Miles diretto da Matthew Warchus e con Eileen Atkins come co-protagonista; la produzione era originariamente prevista per il marzo 2020, ma è stata posticipata e poi annullata in seguito alla pandemia di COVID-19, che ha portato alla chiusura di tutti i teatri londinesi.
L'attore recita anche nella pellicola Don't Look Up, commedia di Adam McKay pubblicata su Netflix nel dicembre 2021, al fianco di interpreti del calibro di Leonardo DiCaprio, Jennifer Lawrence e Meryl Streep.
Nel 2022 è nel cast del nuovo film diretto da Luca Guadagnino dal titolo Bones & All, basato sull'omonimo libro di Camille DeAngelis, in cui interpreta il personaggio di Lee, insieme all'attrice Taylor Russell: per la première del film, Chalamet figura tra gli ospiti del Festival di Venezia 2022, al termine del quale Guadagnino e la Russell vengono anche premiati, rispettivamente con il Leone d'argento e con il Premio Marcello Mastroianni. Nel 2022 diventa anche il primo uomo ad apparire sulla copertina di British Vogue.
Nel 2023 torna a interpretare Paul Atreides nella seconda parte di Dune ed interpreta Willy Wonka nella pellicola Wonka, diretta da Paul King, prequel della storia del famoso cioccolatiere letterario ideato da Roald Dahl.
Nel 2024 interpreta un giovane Bob Dylan nel film biografico A Complete Unknown, diretto da James Mangold. La pellicola ripercorre la carriera musicale di Dylan dagli inizi fino alla celebre "svolta elettrica" del 1965.

## Vita privata
Nell'autunno del 2018, sul set del film Il Re, Timothée conosce l'attrice Lily-Rose Depp, con cui intraprende una relazione che si protrae fino ad aprile 2020. Nel 2021 circolano voci sul fatto che i due fossero tornati insieme, ma non sono mai state confermate ufficialmente.
Dalla primavera del 2023, iniziano a circolare le prime voci su una presunta relazione tra l'attore e l'imprenditrice Kylie Jenner. La loro prima apparizione ufficiale è avvenuta il 4 settembre 2023, al concerto di Beyoncé a Los Angeles. Nei giorni successivi i due si fanno vedere in giro insieme in varie occasioni: il 10 settembre, i due assistono insieme ad una partita degli US Open. Da allora, nonostante abbiano mantenuto una certa riservatezza riguardo ai dettagli della loro relazione, il rapporto tra i due si è fatto sempre più stretto e la Jenner non ha mancato di dimostrare il suo pubblico sostegno al giovane attore, partecipando al suo fianco, per esempio, alle cerimonie dei Golden Globes 2024, 2025, agli Oscar 2025 (in cui l'attore era candidato rispettivamente per il suo ruolo in Dune e in A Complete Unknown) e ai David di Donatello a Roma.

## Filmografia

### Attore

#### Cinema
- Sweet Tooth, regia di Rory Kindersley e Jason Noto – cortometraggio (2008)
- Clown, regia di Tate Steinsiek – cortometraggio (2008)
- Spinners, regia di Erik L. Barnes – cortometraggio (2014)
- Men, Women & Children, regia di Jason Reitman (2014)
- Interstellar, regia di Christopher Nolan (2014)
- Worst Friends, regia di Ralph Arend (2014)
- One and Two, regia di Andrew Droz Palermo (2015)
- Le verità sospese (The Adderall Diaries), regia di Pamela Romanowsky (2015)
- Natale all'improvviso (Love the Coopers), regia di Jessie Nelson (2015)
- Miss Stevens, regia di Julia Hart (2016)
- Hot Summer Nights, regia di Elijah Bynum (2017)
- Chiamami col tuo nome (Call Me by Your Name), regia di Luca Guadagnino (2017)
- Hostiles - Ostili (Hostiles), regia di Scott Cooper (2017)
- Lady Bird, regia di Greta Gerwig (2017)
- Beautiful Boy, regia di Felix Van Groeningen (2018)
- Un giorno di pioggia a New York (A Rainy Day in New York), regia di Woody Allen (2019)
- Il re (The King), regia di David Michôd (2019)
- Piccole donne (Little Women), regia di Greta Gerwig (2019)
- The French Dispatch of the Liberty, Kansas Evening Sun, regia di Wes Anderson (2021)
- Dune (Dune: Part One), regia di Denis Villeneuve (2021)
- Don't Look Up, regia di Adam McKay (2021)
- Bones and All, regia di Luca Guadagnino (2022)
- Wonka, regia di Paul King (2023)
- Dune - Parte due (Dune: Part Two), regia di Denis Villeneuve (2024)
- A Complete Unknown, regia di James Mangold (2024)
- Marty Supreme, regia di Josh Safdie (2025)

#### Televisione
- Law & Order - I due volti della giustizia (Law & Order) – serie TV, episodio 19x10 (2009)
- Un amore per Leah (Loving Leah), regia di Jeff Bleckner – film TV (2009)
- Royal Pains – serie TV, 4 episodi (2012)
- Homeland - Caccia alla spia (Homeland) – serie TV, 8 episodi (2012)
- Trooper, regia di Craig Gillespie – film TV (2013)
- We Are Who We Are – miniserie TV, puntata 1x03 (2020) – cameo[56]

### Produttore
- Bones and All, regia di Luca Guadagnino (2022)
- A Complete Unknown, regia di James Mangold (2024)
- Marty Supreme, regia di Josh Safdie (2025)

## Teatro
- The Talls di Anna Kerrigan, regia di Carolyn Cantor. McGinn-Cazale Theatre di New York (2011)
- Prodigal Son, scritto e diretto da John Patrick Shanley. Manhattan Theatre Club di New York (2016)

## Riconoscimenti
- Premio Oscar
  - 2018 – Candidatura per il miglior attore per Chiamami col tuo nome
  - 2025 – Candidatura per il miglior attore per A Complete Unknown
- Golden Globe
  - 2018 – Candidatura per il migliore attore in un film drammatico per Chiamami col tuo nome
  - 2019 – Candidatura per il migliore attore non protagonista per Beautiful Boy
  - 2024 – Candidatura al miglior attore in un film commedia o musicale per Wonka
  - 2025 – Candidatura per il miglior attore in un film drammatico per A Complete Unknown
- Premio BAFTA
  - 2018 – Candidatura al migliore attore per Chiamami col tuo nome
  - 2018 – Candidatura alla miglior stella emergente
  - 2019 – Candidatura al migliore attore non protagonista per Beautiful Boy
  - 2025 – Candidatura al miglior attore per A Complete Unknown
- Screen Actors Guild Award
  - 2018 – Candidatura per il migliore attore per Chiamami col tuo nome
  - 2018 – Candidatura per il miglior cast cinematografico per Lady Bird
  - 2019 – Candidatura per il migliore attore non protagonista per Beautiful Boy
  - 2022 – Candidatura per il miglior cast cinematografico per Don't Look Up
  - 2025 – Miglior attore cinematografico per A Complete Unknown
  - 2025 – Candidatura al miglior cast cinematografico per A Complete Unknown
- Critics' Choice Awards
  - 2018 – Candidatura al miglior attore per Chiamami col tuo nome
  - 2019 – Candidatura al miglior attore non protagonista per Beautiful Boy
  - 2025 – Candidatura al miglior attore per A Complete Unknown
- Critics' Choice Super Awards
  - 2022 – Candidatura al miglior attore in un film di fantascienza/fantasy per Dune
- Independent Spirit Awards
  - 2018 – Miglior attore per Chiamami col tuo nome
  - 2023 – Candidatura al miglior attore per Bones and All
- Saturn Award
  - 2022 – Candidatura al miglior attore per Dune
- David di Donatello
  - 2025 – David di Donatello speciale[57]

## Doppiatori italiani
Nelle versioni in italiano delle opere in cui ha recitato, Timothée Chalamet è stato doppiato da:
- Alex Polidori in Homeland - Caccia alla spia, Natale all'improvviso, Chiamami col tuo nome, Lady Bird, Un giorno di pioggia a New York, Piccole donne, The French Dispatch of the Liberty, Kansas Evening Sun, Dune, Don't Look Up, Bones and All, Wonka, Dune - Parte due, A Complete Unknown
- Andrea Di Maggio in Interstellar
- Lorenzo D'Agata in Hot Summer Nights
- Daniele Giuliani in Hostiles - Ostili
- Federico Campaiola in Beautiful Boy
- Manuel Meli in Il re

Da doppiatore è sostituito da:
- Alex Polidori in Entergalactic